# Supercopa de España de Balonmano 1989-90
La V edición de la Supercopa de España de Balonmano la disputan los tres equipos participantes en competiciones europeas. Se juega como triangular en Éibar.
Con este tríunfo, el Futbol Club Barcelona se adjudicó el Lingote de oro que se otorga al equipo que gana la competición en tres ocasiones en cada ciclo. Los ciclos comienzan el año después de que se adjudique  cada uno de estos lingotes.y

## Equipos participantes
- Futbol Club Barcelona: Copa de Europa
- Teka : Recopa
- CD Cajamadrid : Copa IHF

## Resultados
|  | Teka | 23:24 | CD Cajamadrid | Pabellón de los deportes, Éibar |  |

|  | Futbol Club Barcelona | 14:13 (muerte súbita) | Teka | Pabellón de los deportes, Éibar |  |

|  | CD Cajamadrid | 20:28 | Futbol Club Barcelona | Pabellón de los deportes, Éibar |  |

## Clasificación
| Pos | Equipo         | J | G | E | P | GF | GC | Dif | Pts |
| --- | -------------- | - | - | - | - | -- | -- | --- | --- |
| 1   | F.C. Barcelona | 2 | 2 | 0 | 0 | 42 | 33 | +9  | 4   |
| 2   | CD Cajamadrid  | 2 | 1 | 0 | 1 | 44 | 51 | -7  | 2   |
| 3   | Teka           | 2 | 0 | 0 | 2 | 36 | 38 | -2  | 0   |

| Cataluña                          |
| Campeón F.C. Barcelona 3.º título |